# سوفیا اوریا
سوفیا اوریا (اسپانیایی: Sofía Oria‎؛ زادهٔ ۸ ژوئن ۲۰۰۲) بازیگر اهل اسپانیا است. وی دانش‌آموختهٔ رشتهٔ روان‌شناسی و جرم‌شناسی است و از سال ۲۰۱۲ میلادی تاکنون مشغول فعالیت هنری بوده است.
از فیلم‌هایی که وی در آن نقش داشته است، می‌توان به سفید برفی اشاره کرد.